# Siptah
Siptah var en fornegyptisk farao av den nittonde dynastin som regerade omkring 1194/1193 f.Kr. till 1186/1185 f.Kr.
Siptah var son till Seti II och föddes före sin fars trontillträde. Hans mor var troligen en syrisk kvinna, Sutailja. Siptah var troligen minderårig när hans far Seti II dog. Det blev rikets högsta kansler Bay som satte honom på tronen under sitt eget förmyndarskap tillsammans med änkedrottningen Tausret. I Siptahs femte regeringsår uppträdde Bay som en "fiende" i inskriptioner och avrättades på order av kungen. Kort därefter avled Siptah och begravdes i KV47 i Konungarnas dal. Undersökningar av hans mumie som återfanns 1898 i KV35 tyder på att han led av polio och var i 16-årsåldern vid sin död.